# The Circle, chapitre 1 : Les Élues
Pour les articles homonymes, voir The Circle.
Pour plus de détails, voir Fiche technique et Distribution.
The Circle, chapitre 1 : Les Élues (Cirkeln) est un film suédois réalisé par Levan Akin sorti en 2015. 

## Fiche technique
- Titre : The Circle, chapitre 1 : Les Élues
- Titre original : Cirkeln
- Réalisation : Levan Akin
- Scénario : Levan Akin / Sara Bergmark Elfgren
- Directeur Photo : Neus Ollé
- Musique : Benny Andersson
- Costumes : Cilla Rörby
- Montage : Gustav Wachtmeister
- Effets spéciaux : Arclight AB / Fixas / Ixor VFX
- Producteurs : Benny Andersson / Sara Bergmark Elfgren / Ludvig Andersson / Mats Strandberg
- Production : RMV Films
- Distributeurs : Buena Vista International
- Pays d'origine :  Suède
- Genre cinématographique : Fantastique
- Durée : 144 minutes

## Distribution
- Josefin Asplund : Rebecka Mohlin
- Helena Engström : Anna-Karin Nieminen
- Miranda Frydman : Vanessa Dahl
- Irma von Platen : Minoo Falk Karimi
- Hanna Asp : Ida Holmström
- Leona Axelsen : Linnéa Wallin
- Ruth Vega Fernandez : Adriana Lopez
- Sebastian Hiort af Ornäs : Kevin
- Vincent Grahl : Gustaf
- Johanna Granström : Jannike Dahl
- Sverrir Gudnason : Max Rosenqvist
- Dick Idman : Taisto Nieminen
- Gustav Lindh : Elias Malmgren
- Ann-Sofie Nurmi : Mia Nieminen
- Charlie Petersson : Wille
- Marcus Vögeli : Erik
- Christopher Wagelin : Nicke Karlsson
- Jimmy Lindström : Tommy Ekberg
- Natalie Minnevik : Matilda
- Per Svensson : Erik Falk
- Solí Myhrman : Evelina